# Вугляр
Вугля́р (укр. Вугляр, также используется русский вариант названия Угольщик) — посёлок, входит в Макеевский городской совет Донецкой области Украины. Находится под контролем самопровозглашённой Донецкой Народной Республики.

## География

#### Соседние населённые пункты по странам света
С, СЗ, З, ЮЗ: город Макеевка
С: Свердлово (примыкает), Колосниково
СВ: город Харцызск
В: Пролетарское, Молочарка
ЮВ: Холмистое, Гусельское, Шевченко, Вербовка
Ю: Межевое

## Население
Население по переписи 2001 года составляло 1 245 человек. 

## Общая информация
Почтовый индекс — 86194. Телефонный код — 6232. Код КОАТУУ — 1413569100.

## Местный совет
86195, Донецкая обл., Макеевский городской совет, пгт. Грузско-Зорянское, ул. Центральная, 13, 6-14-46 